# San Michele in Borgo
San Michele in Borgo je kostel v Pise, na pravém břehu řeky Arno.
Kostel spolu s klášterem (který nejprve patřil benediktinům a od 12. století komunitě Camaldolese) byl postaven na přelomu 10. a 11. století za hradbami města, na místě starověkého chrámu zasvěceného Marsovi. Jméno "Borgo" odkazuje na fakt, že sídlo ve své době existovalo mimo hradby města. Budovy byly několikrát restaurovány.
Současná fasáda byla postavena ve 14. století, sochařskou výzdobu vytvořil Gugliemo Agnelli. Horní polovina má tři řady arkád, typických pro pisánské gotické lodžie. V dolní polovině jsou tři portály s lunetami; hlavní portál je završen tabernáklem s výjevem Madony s dítětem od Lupa di Francesca (originál je v městském Museo di San Matteo).
Interiér, s hlavní lodí a dvěma bočními, uchovává Krucifix pravděpodobně od Nina Pisana (14. století), malby od Rosselliniho, Baccio Lomiho, Aurelia Lomiho a Melaniho, a zbytky fresek ze 13. století. Pod dlažbou je krypta, pravděpodobně pozůstatek původního kostela.

## Galerie

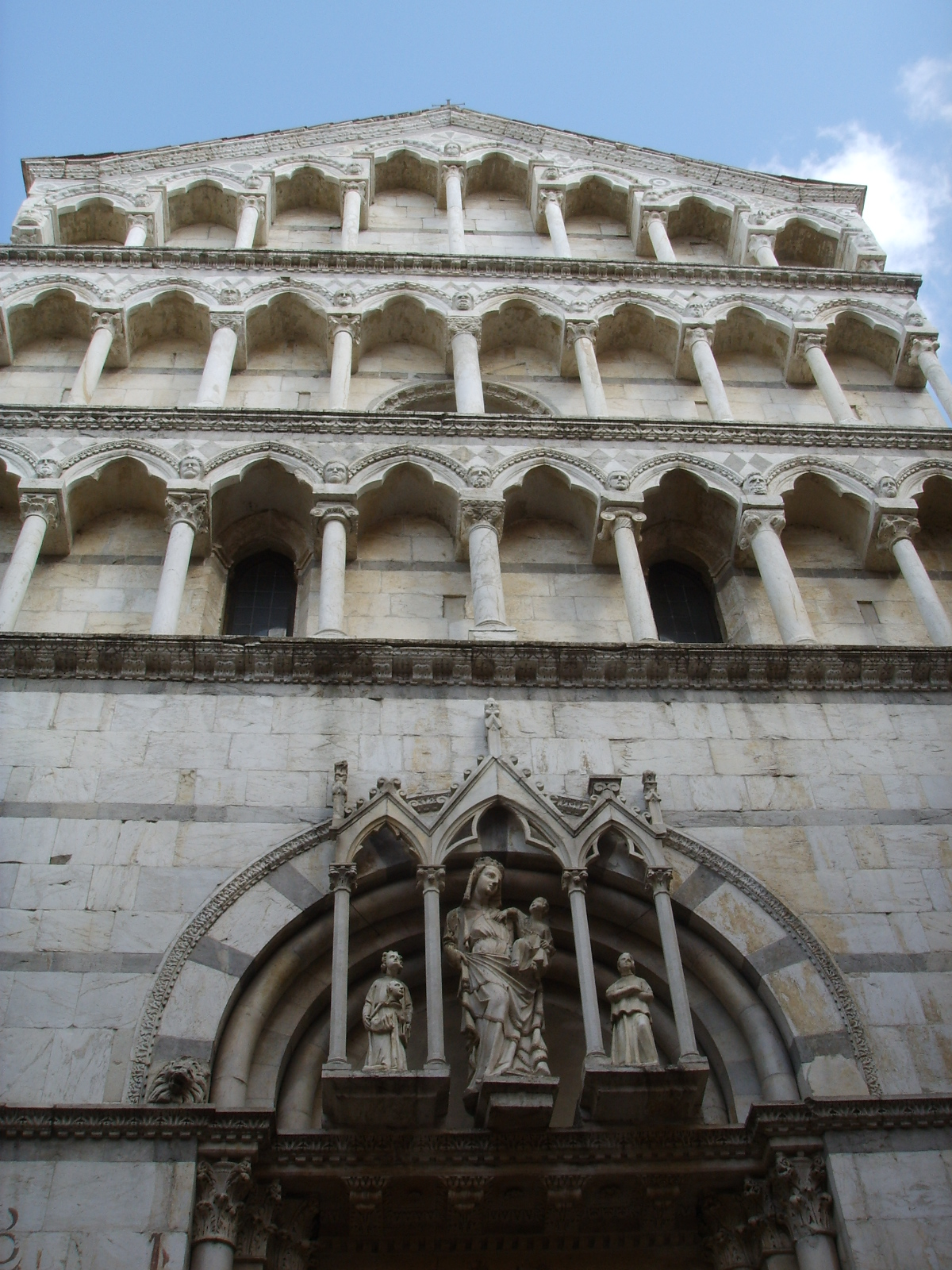
Arkády
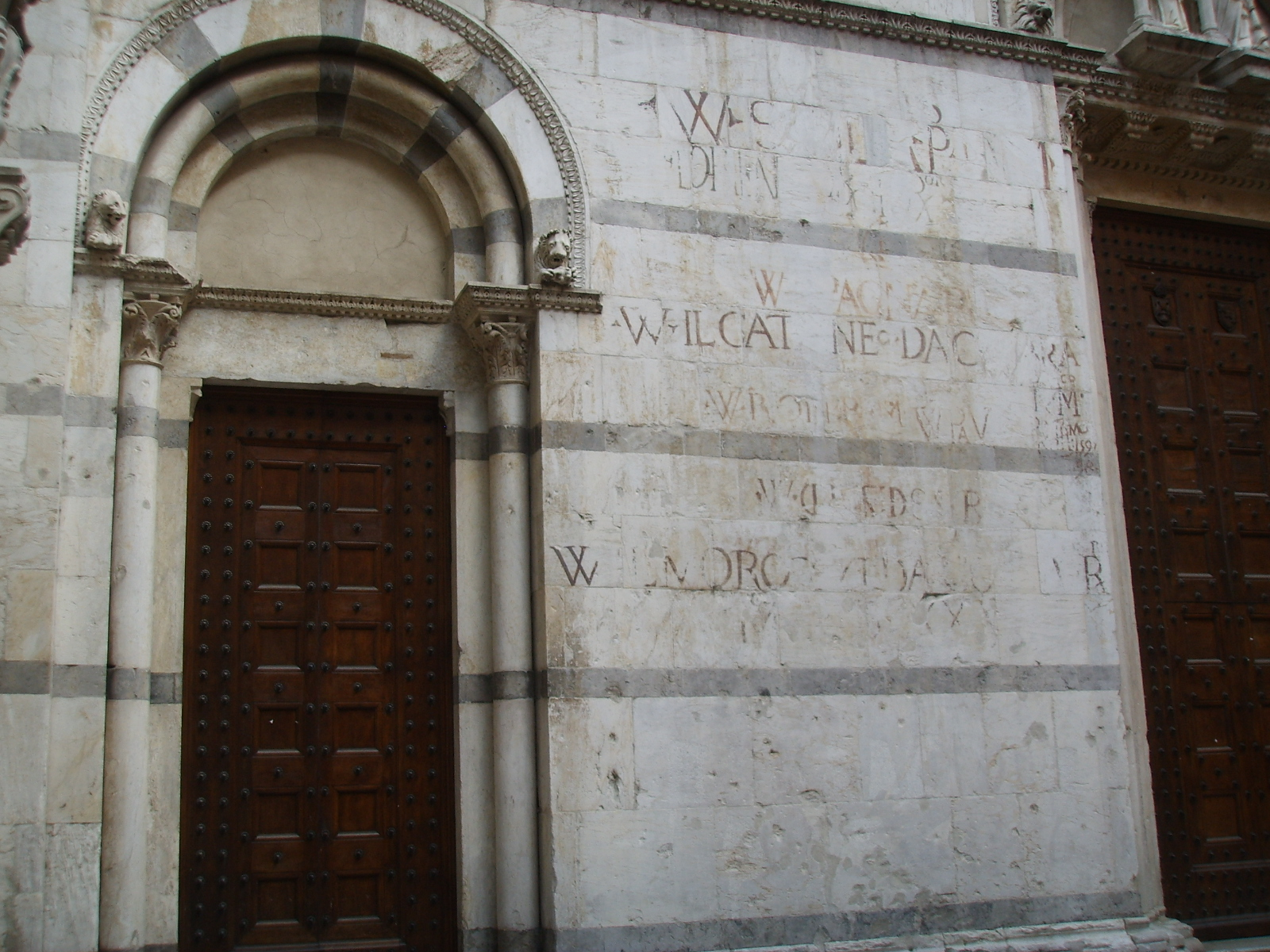
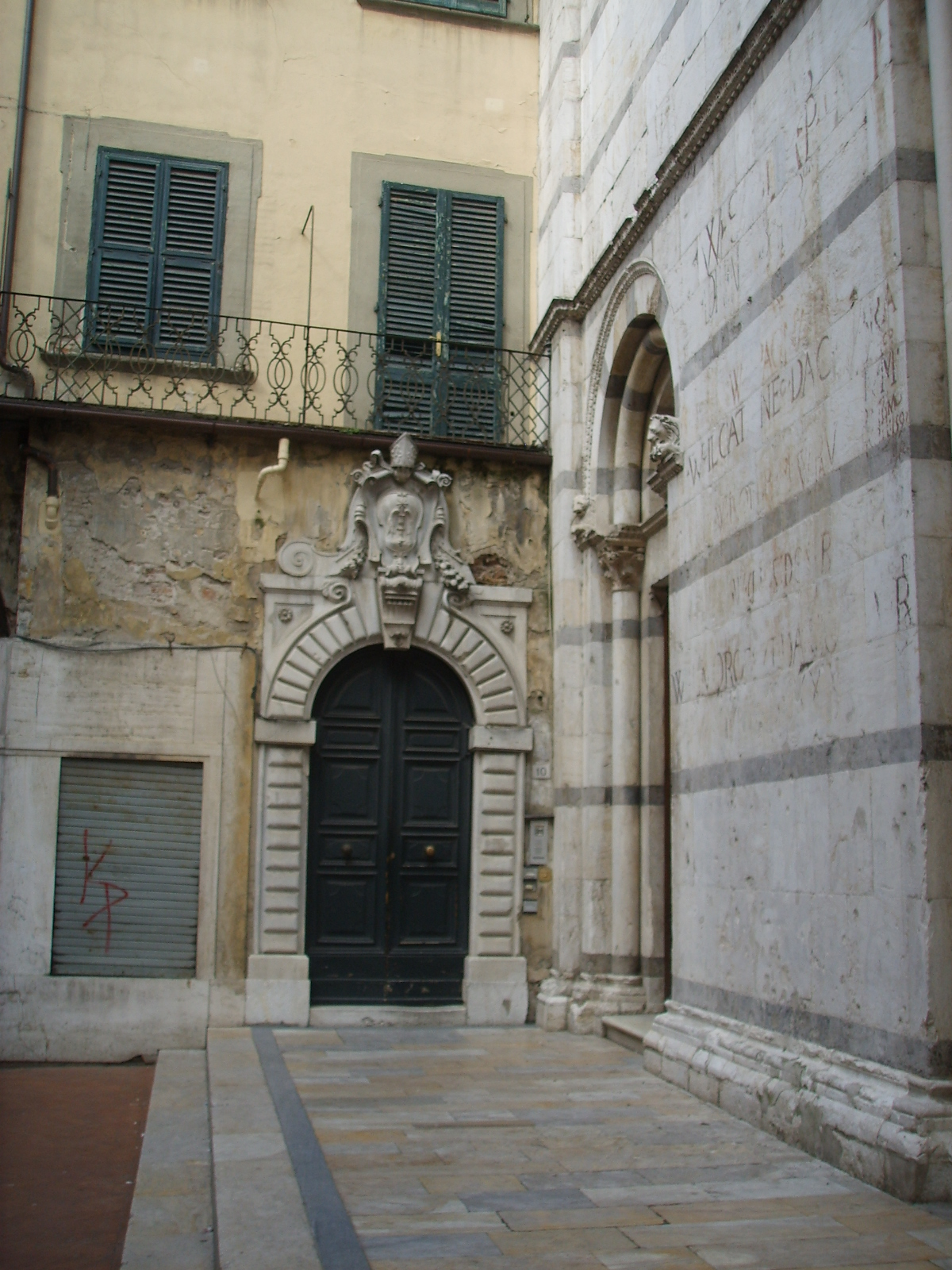